# Parque Científico-Tecnológico de Almería
El Parque Científico-Tecnológico de Almería (PITA), se integra en la Asociación Nacional de Parques Tecnológicos de España APTE. 
El PITA se configura como el gran centro de cooperación e innovación empresarial de la provincia. Cuenta con posibilidad de alojamiento inmediato para empresas en el edificio Pitágoras, sede del Parque, y en la Sede Científica, ubicado en el Campus universitario. Además, cuenta con una superficie de más de un millón de metros cuadrados con parcelas desde mil metros cuadrados.
Entre sus principales cometidos están los de mantener relaciones operativas con universidades y centros de investigación, alentar el crecimiento de empresas basadas en el conocimiento (normalmente residentes en el propio Parque) y fomentar la innovación.

## Características
El Parque Científico-Tecnológico de Almería, cuyo nombre comercial es PITA, es un espacio para empresas innovadoras, centros tecnológicos y entidades de investigación, públicas y privadas, ubicado en la barriada almeriense de El Alquián, junto a la Autovía del Mediterráneo, a cinco kilómetros del Aeropuerto, ocho de la Universidad y a tres de la zona residencial de El Toyo. 
Fue el primer parque tecnológico de Andalucía en disponer de dos enclaves o localizaciones: la tecnópolis propiamente dicha en El Alquián, con una superficie de casi un millón de metros cuadrados en su primera fase; y la sede científica ubicada en el campus de la Universidad de Almería (UAL). En el enclave científico del PITA en la UAL se integran también los edificios de la Estación Experimental de Zonas Áridas (EEZA), perteneciente al CSIC; el Centro de Investigación de la Energía Solar (CIESOL), edificio mixto de la Universidad de Almería (UAL) y el Centro de Investigaciones Energéticas, Medioambientales y Tecnológicas (CIEMAT); el Centro para la Investigación de las Tecnologías de la Información y las Comunicaciones de la propia UAL (CITIC) y el centro tecnológico del Instituto Andaluz de Investigación y Formación Agraria y Pesquera (IFAPA), este último adscrito al parque almeriense por el que se establece un marco de colaboración permanente en el área agroalimentaria.
Las siglas P.I.T.A. responden a la denominación original del parque: Parque de Innovación y Tecnología de Almería. Sin embargo, en junio de 2008 la denominación de la empresa quedó registrada como Parque Científico-Tecnológico de Almería (PITA) S. A. La empresa no ha querido renunciar al acrónimo de sus orígenes, P. I. T. A., convertido ya en un nombre de referencia a nivel social y empresarial y con unas profundas raíces almerienses. Al nombre de PITA va unido casi siempre un logotipo que simboliza el pistilo de esta planta extendida en la provincia de Almería y muy especialmente en el área en donde se ubica el parque tecnológico.

## Historia
La apuesta de Almería por contar con un parque tecnológico, como infraestructura impulsora del desarrollo económico ya utilizada con éxito en otras regiones del mundo, surgió casi de forma natural después de varios años de trabajo de consenso entre la administración y los empresarios. Técnicamente, la idea se plasmó en un documento de trabajo de un plan de actuación que la agencia de desarrollo regional (Instituto de Fomento de Andalucía, hoy Agencia de Innovación y Desarrollo de Andalucía) promovió en relación con la industria y los servicios de valor añadido vinculados a la agricultura del invernadero.
En febrero de 2001 el Parlamento de Andalucía aprobó por unanimidad de todos los diputados la Proposición no de Ley para crear un parque tecnológico en Almería.

## Función
El PITA, como parque científico-tecnológico, se caracteriza por mantener desde su creación una relación muy estrecha con la Universidad de Almería, socia fundadora del parque almeriense, y con centros de investigación y tecnológicos públicos y privados. La tecnópolis almeriense –cuyo accionariado está formado por Unicaja, Cajamar, Junta de Andalucía y, en menor participación, Iniciativas Económicas de Almería S.C.R., Ayuntamiento de Almería, la Universidad y la Fundación Tecnova- alienta la formación y el crecimiento de empresas basadas en el conocimiento y de otras organizaciones de alto valor añadido. El organismo mediante el que se gestiona el PITA impulsa la transferencia del conocimiento y de la tecnología y fomenta la innovación entre las empresas y organizaciones usuarias del parque.

## Sectores productivos
El PITA es un parque de carácter generalista que apuesta, sin embargo, por la especialización y proyección internacional en sectores en los que Almería presenta ventajas comparativas. Son ya muchas las empresas que confían en el PITA y en su capacidad de convertirse en una referencia internacional, un foco de la innovación en tecnologías para la agricultura de vanguardia, facilitando la diversificación económica de la provincia almeriense. 
El PITA cuenta en su seno con empresas de muy distintos sectores y tipologías. Desde empresas vinculadas a la tecnología aplicada a la agricultura hasta tecnologías medioambientales, pasando por la biotecnología, las energías renovables, el diseño industrial, el desarrollo de aplicaciones de gestión basadas en entorno “web”, la generación de diesel a partir de residuos, la ingeniería sísmica aplicada a la seguridad en la construcción, laboratorio de análisis sobre calidad y seguridad alimentaria e, incluso, de conocimiento científico aplicado a los recursos humanos del entorno empresarial.

## Tecnópolis de vanguardia
El enclave tecnológico del PITA en la barriada almeriense de El Alquián es todo un referente a nivel nacional tanto por su concepción, con un exquisito tratamiento medioambiental, como por la filosofía de vanguardia que envuelve al proyecto. Las empresas que se instalan en el PITA deben atender a la Guía de Procedimientos para la Sostenibilidad, un documento que establece criterios para que las empresas conjuguen su productividad con la protección al medio ambiente. Más de la mitad de la superficie de su primera fase (557.000 metros cuadrados) están destinados a espacios libres. El PITA se caracteriza por su baja densidad de construcción, una urbanización adaptada a la tipología del terreno, la utilización de especies vegetales autóctonas, la reutilización de los pluviales para el riego de las especies vegetales del parque así como el diseño del proyecto ajustado a los principios del desarrollo sostenible, tal y como se refleja en los dos primeros edificios construidos en la tecnópolis: los edificios PITÁGORAS (sede del parque) y TECNOVA (Centro tecnológico de la industria auxiliar de la agricultura), ambos diseñados por el arquitecto José Ángel Ferrer.